# Tietê (ort)
Tietê är en ort i Brasilien.   Den ligger i kommunen Tietê och delstaten São Paulo, i den sydöstra delen av landet, 800 km söder om huvudstaden Brasília. Tietê ligger 513 meter över havet och antalet invånare är 32 061.
Terrängen runt Tietê är platt. Närmaste större samhälle är Cerquilho, 7,6 km söder om Tietê.
Omgivningarna runt Tietê är huvudsakligen savann. Runt Tietê är det ganska tätbefolkat, med 90 invånare per kvadratkilometer.